# Álbumes de dibujos de Goya

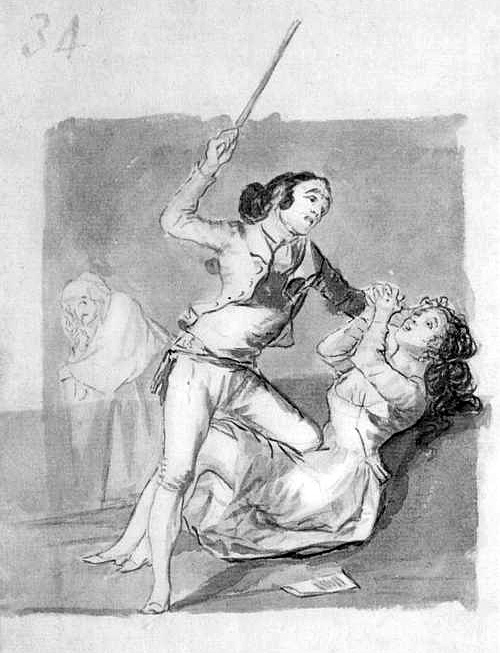
«Mujer maltratada con un bastón.» Álbum B o Álbum de Madrid. Dibujo a la aguada y tinta china sobre papel

Los diferentes cuadernos o álbumes de dibujos de Francisco de Goya son vehículos para sus apuntes, borradores, croquis y demás anotaciones, pero en mayor medida suponen una obra privada y personal con valor propio. Se distinguen el inicial Cuaderno italiano, de comienzos de la década de 1770, y otros seis álbumes catalogados con letras de la «A» a la «F». En general fueron luego deshojados y vendidos los dibujos uno a uno. La mayoría de ellos se han logrado reunir en el Museo del Prado.

## Cronología
Una breve descripción y cronología de estos sería como sigue:
- Cuaderno italiano (h. 1770). Es fundamentalmente un cuaderno de estudio realizado con motivo de su viaje de aprendizaje a Italia y en él encontramos trabajos preparatorios del Aníbal vencedor. Se sirve del lápiz negro y rojo y la tinta.

- Álbum A (1794-1795), también llamado Cuaderno de Sanlúcar por haberse creído que Goya lo dibujó durante una no documentada estancia en la finca de la duquesa de Alba en Sanlúcar de Barrameda, aunque ahora se estima que pudo haber sido dibujado un poco antes y en Madrid, pues alguno de sus dibujos se relacionan con el retrato de la duquesa de blanco (Palacio de Liria) pintado en 1795. Se conservan nueve hojas de pequeño tamaño y excelente calidad dibujadas por las dos caras. En él predominan las escenas protagonizadas por mujeres jóvenes en actitudes aparentemente caseras e íntimas, en algún caso alusivas a la prostitución. La técnica es la aguada de tinta china a punta de pincel.[1]

- Álbum B (1795-1797) o Cuaderno de Madrid.[2] Fue comenzado de forma casi simultánea al Álbum A, con los mismos rasgos técnicos y estilísticos hasta el dibujo número 27, aunque en hojas de mayor tamaño, lo que le permitía introducir un número mayor de figuras. En adelante aparecen motivos que preludian los Caprichos: asnerías, ladrones, procesiones. Muchos son trabajos preparatorios de las estampas, pues aparecen dibujos enmarcados y epígrafes que los explican.

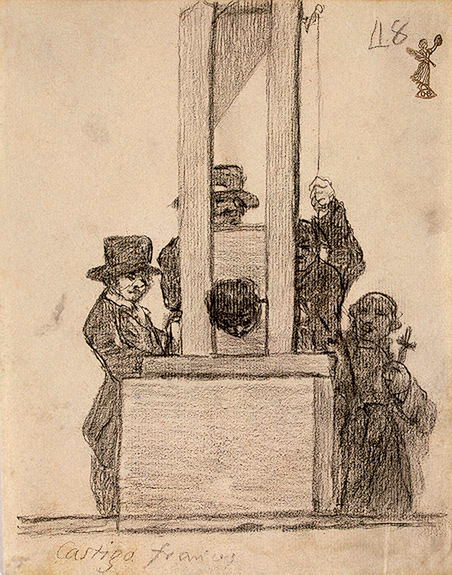
«Castigo francés.» Álbum G

- Álbum C (1808-1814). Es el más extenso y el cuaderno de dibujos medular de la obra goyesca. Se conserva casi completo en el Museo del Prado, con ciento veinte de sus ciento veintiséis dibujos conocidos.[2] Refleja temas, composición y formas vinculados a las series de grabados más destacadas, críticas y de capricho. La técnica dominante es la tinta china y la aguada sepia, con resaltes a lápiz y pluma. De todos modos, la amplitud cronológica, que abarca los años de la guerra de la Independencia (1808-1814) y la represión fernandina hasta el Trienio Liberal (1820-1823),[2] y la extensión de este álbum admite registros muy variados.

- Álbum D o Inacabado. Aunque su datación es imprecisa, Juliet Wilson-Bareau propone el periodo entre 1819 y 1823.[2] Utiliza aguadas de tinta de hollín sobre papel verjurado de mayor tamaño que en los restantes cuadernos. El de menor número de hojas —y el único del que el Museo del Prado no conserva ningún dibujo—, se conoce también como Cuaderno de viejas y brujas por tratarse de sus únicas protagonistas.[3]

- Álbum E o de bordes negros,[2] pues las escenas están enmarcadas con un grueso trazo. Al igual que el Álbum D, su datación es imprecisa, aunque Juliet Wilson-Bareau lo sitúa entre 1816 y 1820.[2] Podrían haber sido destinadas a una serie de estampas, por su minuciosidad y regularidad en el formato y la unidad temática presidida por la sabiduría. Está realizado a pincel con aguadas grises y negras de tinta de hollín y raspador sobre papel blanco verjurado de excelente calidad.[4][5]

- Álbum F (1812-1820).[2] Muestra similitudes con los asuntos tratados en el Álbum C, como la guerra de la Independencia y su posguerra.[2] Realizados con aguada de tinta de bugallas.[2]

- Álbumes G y H (1824-1828). Realizados en Burdeos[2] durante los últimos años de su vida. Coincidiendo con el interés de Goya por la litografía, en lugar de las aguadas a tinta china o de bugalla de los álbumes anteriores, en estos últimos utiliza el lápiz litográfico.[2]